# Atletismo nos Jogos Pan-Americanos de 1987 - Lançamento de disco masculino
A prova do lançamento de disco masculino nos Jogos Pan-Americanos de 1987 foi realizada em 12 de agosto em Indianápolis, Estados Unidos.

## Medalhistas
| Ouro                | Prata                   | Bronze                           |
| Luis Delís CUB Cuba | Brad Cooper BAH Bahamas | Randy Heisler USA Estados Unidos |

## Resultados
| Posição           | Nome                | Nacionalidade      | Marca | Notas |
| ----------------- | ------------------- | ------------------ | ----- | ----- |
| Medalha de ouro   | Luis Delís          | CUB Cuba           | 67.14 |       |
| Medalha de prata  | Brad Cooper         | BAH Bahamas        | 64.56 |       |
| Medalha de bronze | Randy Heisler       | USA Estados Unidos | 62.76 |       |
| 4                 | Juan Martínez Brito | CUB Cuba           | 62.56 |       |
| 5                 | Art Burns           | USA Estados Unidos | 59.74 |       |
| 6                 | Ray Lazdins         | CAN Canadá         | 58.96 |       |
| 7                 | José de Souza       | BRA Brasil         | 57.24 |       |
| 8                 | Carlos Bryner       | ARG Argentina      | 54.44 |       |